# Csíkverebes borvízforrásai és borvízfürdője
Alcsík borvízforrásokban egyik leggazdagabb települése Csíkverebes. Számos forrása táplálja a falutól délre található Benes-rétlápot, Románia egyik természeti ritkaságát.

## Története
Csíkverebes hajdan híres volt borvízforrásairól, a szomszéd települések lakói is szívesen hordták innen a vizet. Az értékes ásványvíz nemegyszer a lakóházak udvarán tört fel, a településen található kutak ma is borvizesek. Bányai János így ír erről „Kovács gazda uram nagy bosszúságára éppen az udvaron buggyant föl, nagy örömére az udvari majorságnak, főként a rucáknak és a libáknak.” Több fúrást is végeztek a településen, a feltárt borvizek nagy nyomással törtek a felszínre. Az 1950-es években a helyi kollektív gazdaság udvarán végzett fúrás következtében nagy nyomással tört fel a borvíz, a laza vulkáni homokban képződött és egyre szélesedő kráter veszélyeztette a környező épületeket is. A helyiek csak több szekér széna és fa segítségével tudták lefojtani a feltörő ásványvizet és gázt. A megzabolázott forrás vizét kivezették a főút mellé, mára azonban ez a kút eltömődött. A falu központjában levő természeti ritkaságot, a Lobogó gázfeltörést is betemették az ott lakók. Az 1970-es években, az Olt szabályozása következtében a verebesi felszíni borvízforrások nagy része elapadt. 2008-ban a helyiek felújítottak egy régebbi fúrást, felszerelték kéziszivattyúval és kútházat is építettek feléje.
2012-ben a település nyugati részén, az Olt régi kanyarjában a helyi önkormányzat egy kétmedencés borvízfürdőt épített, amelyet egy korábbi hidrogeológiai fúrás táplál. A fürdővel szemben található a Zsidó borvíz.

## Használata
A falu nyugati részén, az Olt folyó bal partján található jóízű Zsidó borvizet a 19. század végén és a 20. század elején egy zsidó kereskedő Mercur forrás néven palackozta és forgalmazta. A vállalkozó a csíkverebesi vasútvonal megállója szomszédságában raktárépületet is emelt a palackozott víz tárolására. A palackozó csak rövid ideig működött, a szájhagyomány szerint az erősen szénsavas borvíz nem bírta a szállítást, az akkoriban használatban levő vékonyfalú palackok összetörtek. A Zsidó borvize ma elhanyagolt állapotban található.

## Jellegzetessége
Verebes központi zónájában található borvizek kalcium-nátrium-magnézium-hidrogén-karbonát-klorid típusúak, a Zsidó borvize nátrium-kalcium-magnézium-hidrogén-karbonát-klorid típusú ásványvíz.

## Gyógyhatása
A verebesi források vizét savtúltengésre, vesebántalmakra, vérszegénységre, gyomor- és vesebántalmakban szenvedők kezelésere használták.